# Amblyseius wangi
Amblyseius wangi är en spindeldjursart som först beskrevs av Yin, Bei och Lu 1992.  Amblyseius wangi ingår i släktet Amblyseius och familjen Phytoseiidae. Inga underarter finns listade i Catalogue of Life.